# Зомбі-фільм
Зомбі-фільм — це кіножанр. Зомбі — це вигадані істоти, які зображуються у вигляді ожилих трупів або вірусно інфікованих людей. Вони зазвичай канібали за своєю природою. Хоча фільми про зомбі належать до жанру жахів, деякі з них перетинаються з іншими жанрами, такими як бойовик, комедія, наукова фантастика, трилер або романтика. З'явилися окремі піджанри, такі як "зомбі-комедія" або "зомбі-апокаліпсис". Зомбі відрізняються від привидів, упирів, мумій, монстрів Франкенштейна або вампірів.

## Історія
Фільм Віктора Гальперіна "Білий зомбі" вийшов на екрани в 1932 році й часто згадується як перший фільм про зомбі. Наприкінці 1930-х і 1940-х років було знято низку фільмів про зомбі, в тому числі "Я йшов з зомбі" (1943).
Натхненний зомбі з гаїтянського фольклору, сучасний зомбі з'явився в масовій культурі в другій половині XX століття, завдяки фундаментальному фільму Джорджа А. Ромеро "Ніч живих мерців" (1968). Фільм отримав продовження "Світанок мерців" (1978), який став найбільш комерційно успішним фільмом про зомбі на той час. Він отримав ще одне продовження, "День мерців" (1985), і надихнув на численні роботи, такі як "Зомбі 2" (1979) і "Повернення живих мерців" (1985). Однак фільми про зомбі, що вийшли у 1980-х і 1990-х роках, не мали такого комерційного успіху, як "Світанок мерців" наприкінці 1970-х.
У 1980-х роках у гонконзькому кінематографі з'явився китайський цзянши, зомбі-подібна істота, що бере свій початок у фантастиці про цзянши епохи династії Цін 18-19 століть, який був представлений у хвилі фільмів про цзянши, популяризованої фільмом "Пан вампір" (1985). Гонконзькі фільми цзянши стали популярними на Далекому Сході в середині 1980-х – на початку 1990-х років. Ще один американський фільм про зомбі, "Змія і веселка", вийшов у 1988 році.
Відродження зомбі почалося на Далекому Сході наприкінці 1990-х років, натхненне японськими відеоіграми про зомбі "Оселя зла" та "Дім мерців" 1996 року, що призвело до хвилі малобюджетних азійських фільмів про зомбі, таких як гонконзька комедія про зомбі "Біо-зомбі" (1998) та японський зомбі-бойовик "Проти" (2000).  Відродження зомбі-фільмів пізніше набуло глобального масштабу, оскільки світовий успіх зомбі-ігор, таких як "Оселя зла" і "Будинок мерців", надихнув нову хвилю західних фільмів про зомбі на початку 2000-х років, включаючи серію фільмів "Оселя зла", британський фільм "28 днів потому" (2002) і його продовження "28 тижнів потому" (2007), "Будинок мерців" (2003), ремейк "Світанку мерців" 2004 року і британську пародію на фільм "Шон з мерців" (2004). Успіх цих фільмів призвів до того, що зомбі-жанр досягнув нового піку комерційного успіху, якого не було з 1970-х років.
У фільмах про зомбі, створених у 2000-х роках, з'являються зомбі, які більш спритні, злісні, розумні та сильні, ніж традиційні зомбі. Ці нові зомбі, що швидко бігають, беруть початок у відеоіграх, зокрема у "Оселя зла", де зомбі-собаки бігають, і особливо у "Будинку мертвих", де зомбі-люди бігають.
Наприкінці 2010-х років кількість фільмів про зомбі у західному світі почала зменшуватися. З іншого боку, в Японії малобюджетна японська комедія про зомбі "Один зріз мерців" (2017) стала "сплячим хітом", увійшовши в історію касових зборів, заробивши більше ніж у тисячу разів більше від свого бюджету.

## Різні типи зомбі
Характеристики зомбі варіюються від фільму до фільму. Кожен режисер наділяє своїх зомбі унікальним набором якостей для всесвіту цього фільму. У той час як зомбі часто зображуються повільними, як у фільмі "Ніч живих мерців", інші фільми, такі як "Всесвітня війна Z" (2013), показують швидких зомбі, які можуть бігати.
Спалах зомбі також може бути викликаний різними джерелами. У багатьох фільмах зомбі — це люди, інфіковані зомбі-вірусом, в той час, як інші фільми називають різні причини спалаху зомбі. У фільмі "Ніч живих мерців" радіація від космічного зонда змушує мерців нападати на живих. У фільмі "Потяг до Пусана" (2016) спалах зомбі спричинений витоком хімікатів. У фільмі "Нова ера Z" (2016) хвороба зомбі спричинена грибком.
Перетворення з людини на зомбі також відрізняється від фільму до фільму. Процес перетворення може тривати лише кілька хвилин, як у фільмі "Світова війна Z", а може зайняти кілька годин, як у "Ночі живих мерців".
У фільмі "Друг світу" (2020) зомбі можуть змінювати своє тіло, щоб злитися з людьми.
У різних фільмах зомбі також мають різні слабкості. У більшості фільмів зомбі можна вбити, лише зруйнувавши мозок, часто пострілом у голову. Однак у фільмі "Ніч живих мерців" зомбі також відлякують вогнем.
Кілька фільмів також зображують зомбі як живих істот. "Тепло наших тіл" (2013) — зомбі-романтична комедія про зомбі, які все ще перебувають у свідомості у своїх тілах і хочуть знову стати живими. У фільмі "Нова ера Z" є діти-гібриди людини й зомбі, які поводяться як звичайні діти, за винятком тих випадків, коли вони голодні.